# Dacoderus striaticeps
Dacoderus striaticeps is een keversoort uit de familie platsnuitkevers (Salpingidae). De wetenschappelijke naam van de soort werd in 1858 gepubliceerd door John Lawrence LeConte.